# Ok55-3
Ok55-3 – parowóz zbudowany dla PKP w ZNTK Wrocław.
W roku 1952 na 2 egzemplarzach Ok22 zamontowano dużo nowocześniejszy i wydajniejszy kocioł z amerykańskiego Tr203. Te 2 eksperymentalne parowozy otrzymały na PKP oznaczenie Ok203, a w końcu w 1959 wraz z trzecim egzemplarzem, zbudowanym od podstaw, oznaczono je jako Ok55. Ten zbudowany w jednej sztuce w ZNTK Wrocław parowóz miał w intencji swojego konstruktora, inż. Józefa Fijałkowskiego, służyć w przyszłości jako podstawowy parowóz osobowy PKP. Pomimo wielu zalet eksploatacyjnych tej nowoczesnej konstrukcji nie został skierowany do produkcji, gdyż PKP podjęło decyzję o zaprzestaniu zakupów nowych parowozów. W 1970 roku został przemianowany na Ok22 i przydzielony był do DOKP Gdańsk (MD Gdańsk Zaspa, Kościerzyna i Lębork). 18 grudnia 1978 ostatnie pomorskie Ok22 zostały skreślone z ewidencji, a żaden egzemplarz Ok55 się do dziś nie zachował.